# 2017
Cette page concerne l'année 2017  du calendrier grégorien. Pour l'année 2017 av. J.-C., voir 2017 av. J.-C. Pour le nombre 2017, voir 2017 (nombre).
 (janvier 2025).
2017 est une année commune qui commence un dimanche. C'est la 2017e année de notre ère, la 17e du IIIe millénaire et du XXIe siècle et la 8e de la décennie 2010-2019.

## Autres calendriers
L'année 2017 du calendrier grégorien correspond aux dates suivantes :
- Calendrier chinois : 4714 / 4715 (le Nouvel An chinois 4715 de l'année du coq de feu a lieu le 28 janvier 2017[1])
- Calendrier hébraïque : 5777 / 5778 (le 1er tishri 5778 a lieu le 21 septembre 2017[2])
- Calendrier hindou : 5118 / 5119
- Calendrier indien : 1938 / 1939 (le 1er chaitra 1939 a lieu le 22 mars 2017[2])
- Calendrier japonais : 29 de l'Ère Heisei (le calendrier japonais utilise les jours grégoriens)
- Calendrier musulman : 1438 / 1439 (le 1er mouharram 1439 a lieu le 22 septembre 2017[2])
- Calendrier persan : 1395 / 1396 (le 1er farvardin 1396 a lieu le 21 mars 2017[2])
- Calendrier républicain : 225 / 226 (le 1er vendémiaire 226 a lieu le 22 septembre 2017 [2])
  - Jours juliens : 2 457 754,5 à 2 458 119,5[3],[2]

## Célébrations
- Année internationale du tourisme durable pour le développement.

## Chronologie mensuelle

### Janvier
- 1er janvier :
  - António Guterres devient secrétaire général des Nations unies, succédant à Ban Ki-moon ;
  - Turquie : un attentat dans une discothèque à Istanbul fait 39 morts et 65 blessés.
- 2 janvier :
  - triple attentat à Bagdad (Irak) revendiqué par l'État Islamique, avec au moins 57 morts.
  - l'élection de Jovenel Moïse à la présidence de la République d'Haïti est définitivement validée.
- 4 janvier : le français Robert Marchand établit le record de l'heure en cyclisme sur piste dans la catégorie des plus de 105 ans
- 7 janvier : attentat d'Azaz en Syrie, au moins 48 morts et 50 blessés.
- 10 janvier : trois attentats en Afghanistan, 57 morts et une centaine de blessés.
- 17 janvier : Antonio Tajani devient président du Parlement européen.
  - Antonio Tajani devient président du Parlement européen.
  - la Première ministre britannique Theresa May annonce que dans le cadre du Brexit son pays quittera le marché intérieur.
- 18 janvier : attentat de Gao au Mali.
- 20 janvier : investiture du 45e président des États-Unis, Donald Trump.
- 21 janvier : attentat de Parachinar au Pakistan, 27 morts et 87 blessés. L'attentat est revendiqué par le Tehrik-e-Taliban Pakistan (TTP).
- 29 janvier : attentat de la grande mosquée de Québec au Canada, six morts et huit blessés.
- 30 janvier : à Manille (Philippines), la France remporte l'élection de Miss Univers 2016 grâce à Iris Mittenaere, 63 ans après le titre de Christiane Martel.

### Février
- 3 février : attaque contre des militaires au Carrousel du Louvre à Paris.
- 7 février : Jovenel Moïse devient le 58e président d'Haïti.
- 12 février : élection présidentielle au Turkménistan.
- 12 février : élection présidentielle en Allemagne.
- 13 février : assassinat de Kim Jong-nam, demi-frère du dirigeant nord-coréen Kim Jong-un, en Malaisie.
- 15 février : le lanceur indien Polar Satellite Launch Vehicle met en orbite 104 satellites, record mondial.
- 16 février : un attentat dans un sanctuaire soufi fait plus de 80 morts au Pakistan
- 19 février : élections présidentielle et législatives en Équateur.
- 22 février : la NASA annonce la découverte de sept exoplanètes de taille terrestre autour de l'étoile TRAPPIST-1, certaines dans sa zone habitable.
- 26 février : éclipse solaire annulaire traversant la Patagonie.

### Mars
- 8 mars : attaque de l'hôpital militaire de Kaboul en Afghanistan.
- 13 mars : le Parlement du Royaume-Uni autorise la Première ministre Theresa May à déclencher l'article 50 du traité sur l'Union européenne, première étape de la procédure du Brexit
- 15 mars : élections législatives aux Pays-Bas.
- 21 mars : le mathématicien français Yves Meyer reçoit le prix Abel « pour son rôle central dans le développement de la théorie mathématique des ondelettes ».
- 22 mars : attentat de Westminster à Londres au Royaume-Uni.
- 25 mars : célébrations du 60e anniversaire du traité instituant la Communauté économique européenne et marche pour l'Europe à Rome.
- 26 mars : élections législatives en Bulgarie.

### Avril
- 1er avril : une coulée de boue fait plus de 300 morts à Mocoa en Colombie.
- 2 avril :
  - élections législatives en Arménie ;
  - élection présidentielle en Équateur (2e tour) ;
  - élection présidentielle en Serbie.
- 3 avril : attentat du métro de Saint-Pétersbourg en Russie.
- 6 avril : élections législatives en Gambie.
- 7 avril : bombardement de la base aérienne d'Al-Chaayrate en Syrie.
  - attentat au camion-bélier à Stockholm en Suède
- 9 avril : attentats du dimanche des Rameaux en Égypte.
- 13 avril : les États-Unis bombardent une position de l'État islamique en Afghanistan, utilisant pour la première fois une MOAB, leur bombe non nucléaire la plus puissante.
- 15 avril : la Jamaïcaine Violet Brown devient à 117 ans la nouvelle doyenne de l’humanité. Depuis, plus aucune personne née avant 1900.
- 16 avril : référendum constitutionnel en Turquie.
- 23 avril : premier tour de l'élection présidentielle en France.

### Mai
- 4 mai : élections législatives en Algérie.
- 7 mai : second tour de l'élection présidentielle en France.
- 9 mai : élection présidentielle en Corée du Sud.
- 10 mai : les Forces démocratiques syriennes prennent à l'État islamique le barrage et la ville de Tabqa[4].
- 12 mai : une cyberattaque d'envergure mondiale est menée contre de nombreuses organisations.
- 13 mai : Concours Eurovision de la chanson 2017 à Kiev en Ukraine remporté par le Portugal pour la première fois avec la chanson Amar pelos dois.
- 14 mai : investiture du 25e président de la République française, Emmanuel Macron.
- 15 mai : Édouard Philippe est nommé Premier ministre français par Emmanuel Macron.
- 19 mai : élection présidentielle en Iran.
- 21 mai : le régime syrien reprend le contrôle de toute la ville de Homs après l'évacuation du dernier quartier tenu par les rebelles.
- 22 mai : un attentat-suicide à Manchester lors d’un concert de la chanteuse Ariana Grande (Royaume-Uni) fait 22 morts.
- 26 mai : attentat contre des pèlerins en Égypte.
- 31 mai : attentat au camion piégé à Kaboul en Afghanistan.

### Juin
- 1er juin :
  - découverte du signal GW170104, considéré comme une observation d'ondes gravitationnelles ;
  - le président des États-Unis d'Amérique Donald Trump annonce le retrait de son pays de l’accord de Paris sur le climat.
  - une fusillade dans un hôtel-casino à Manille (Philippines) fait 37 morts.
- 3 juin : 
  - un attentat à Londres (Royaume-Uni) fait 7 morts.
  - une bousculade à Turin lors de la projection de la finale de la Ligue des champions fait 2 morts et 1526 blessés.
- 7 juin : la datation des restes humains du Djebel Irhoud fait reculer l’histoire d’Homo sapiens d’au moins 100 000 ans.
- 8 juin : élections générales au Royaume-Uni.
- 11 et 18 juin : élections législatives en France.
- 21 juin : le roi Salmane d'Arabie saoudite nomme par décret son fils Mohammed nouveau prince héritier[5].
- 25 juin : élections législatives en Albanie.
- 26 juin : élection présidentielle en Mongolie (1er tour).
- 30 juin : fin de la Mission d'assistance régionale aux îles Salomon commencée en 2003[6].

### Juillet
- 3 juillet : discours d’Emmanuel Macron, Président de la République française, sur les grands axes du quinquennat devant le Congrès réuni à Versailles.
- 7 juillet : élection présidentielle en Mongolie (2e tour).
- 7 et 8 juillet : sommet du G20 à Hambourg (Allemagne).
- 9 juillet : le gouvernement irakien déclare avoir remporté la bataille de Mossoul.
- 11 juillet : le CIO décide d'attribuer les Jeux olympiques de 2024 et de 2028 à Paris et à Los Angeles dans un ordre restant à définir.
- 16 et 30 juillet : élections législatives en République du Congo.
- 17 juillet : élection présidentielle en Inde.
- 25 juillet : une attaque de Boko Haram contre une mission pétrolière près de Magumeri (Nigeria) fait 50 morts[7].
- 30 juillet :
  - élections législatives au Sénégal ;
  - élections constituantes au Venezuela.

### Août
- 1er août : inauguration de la première base militaire outre-mer de la République populaire de Chine, à Djibouti[8].
- 4 août : élection présidentielle au Rwanda.
- 5 août : référendum constitutionnel en Mauritanie et adoption d'un nouveau drapeau.
- 8 août : élections générales au Kenya.
- 9 août : un attentat contre des militaires à Levallois-Perret (France) fait 6 blessés dont 2 graves, le suspect est arrêté.
- 13 août : des inondations et des glissements de terrain au Sierra Leone provoquent plus de 400 morts et environ 600 de disparition[9].
- 17 et 18 août : attentats à Barcelone et à Cambrils en Catalogne.
- 21 août : une éclipse solaire totale traverse les États-Unis d'ouest en est.
- 23 août : élections législatives en Angola.
- 25 août :  des militaires sont attaqués au couteau à Bruxelles en Belgique.

### Septembre
- 3 septembre : nouvel essai nucléaire de la Corée du Nord, possiblement le premier d'une bombe H.
- 6-12 septembre : l'ouragan Irma frappe les Antilles et la Floride.
- 7 septembre : séisme de magnitude 8,2 au Mexique.
- 11 septembre : élections législatives en Norvège.
- 13 septembre : sélection des villes hôtes pour les Jeux olympiques d'été de 2024 et 2028.
- 19 septembre :
  - l'ouragan Maria touche les Antilles ;
  - séisme dans l'État de Puebla au Mexique.
  - premier discours de Donald Trump devant l'Assemblée générale des Nations unies affirmant la priorité donnée à sa doctrine l'Amérique d'abord.
- 20 septembre : importantes manifestations à Barcelone en réaction à l'arrestation de membres du gouvernement catalan, quelques jours avant la tenue du référendum sur l'indépendance de la Catalogne.
- 23 septembre : élections législatives en Nouvelle-Zélande.
- 24 septembre :
  - élections fédérales en Allemagne ;
  - élections sénatoriales en France.
- 26 septembre : le roi d'Arabie saoudite Salmane ben Abdelaziz Al Saoud signe un décret autorisant les femmes à conduire d'ici juin 2018[10].

### Octobre
- 1er octobre : Référendum sur l'indépendance de la Catalogne
- 2 octobre : une fusillade à l'arme automatique à Las Vegas fait 59 morts et 525 blessés.
- 3 octobre : Rainer Weiss, Barry C. Barish et Kip Thorne reçoivent le prix Nobel de physique pour « leurs contributions décisives à la conception du détecteur LIGO et à l’observation des ondes gravitationnelles » ;
- 5 octobre : Kazuo Ishiguro reçoit le prix Nobel de littérature.
- 10 octobre : élections générales au Liberia.
- 14 octobre :
  - un double attentat à Mogadiscio, en Somalie, fait 358 morts ;
  - lancement du mot-dièse #BalanceTonPorc, suivi par son homologue anglophone #MeToo le lendemain, pour rassembler des témoignages de violences faites aux femmes, qui se diffusent dans le monde entier.
- 15 octobre :
  - élections législatives en Autriche ;
  - élection présidentielle au Kirghizistan.
- 18 octobre : ouverture du dix-neuvième congrès national du Parti communiste chinois.
- 19 octobre : détection de 1I/ʻOumuamua.
- 20 octobre : élections législatives en Tchéquie.
- 22 octobre :
  - élections législatives en Argentine ;
  - élection présidentielle en Slovénie ;
  - élections législatives au Japon.
- 25 octobre : Sophia devient le premier robot à avoir une nationalité, en l'occurrence la nationalité saoudienne.
- 26 octobre : élection présidentielle au Kenya.
- 27 octobre : le Parlement catalan déclare l’indépendance de la Catalogne, le Sénat espagnol autorise la mise sous tutelle de la Catalogne en vertu de l'article 155 de la constitution.
- 28 octobre : élections législatives en Islande.
- 31 octobre : un attentat à Manhattan (États-Unis) fait au moins 8 morts.

### Novembre
- 4 novembre : le président du Conseil des ministres libanais, Saad Hariri, annonce sa démission ;
- 5 novembre : publication des Paradise Papers.
- 6 novembre au 17 novembre : Conférence de Bonn sur les changements climatiques (COP23) en Allemagne.
- 7 novembre : fin du vote postal australien sur la légalisation du mariage homosexuel, 62 % des votants s'y disent favorables.
- 12 novembre : séisme dans la province de Kermanshah en Iran.
- 13 novembre : élection présidentielle au Somaliland.
- 14-15 novembre : coup d'État au Zimbabwe, Robert Mugabe quitte son poste de président le 21, Emmerson Mnangagwa lui succède le 24.
- 15 novembre : 
  - découverte de l'exoplanète Ross 128 b susceptible d'héberger la vie.
  - Salvator Mundi (photo) de Léonard de Vinci devient officiellement l'œuvre la plus chère du monde ;
- 17 novembre : Rawa, la dernière ville d'Irak occupée par l'État islamique, est reprise par l'armée irakienne.
- 19 novembre : élections législatives et élection présidentielle (premier tour) au Chili.
- 24 novembre : un attentat dans une mosquée fait 305 morts en Égypte.
- 26 novembre : élections législatives au Népal (1re phase).
- 26 novembre : Juan Orlando Hernández est réélu président du Honduras malgré la constestation de Salvador Nasralla.
- 27 novembre : La Commission européenne autorise la prolongation du glyphosate (l’un des composants essentiels de l’herbicide Roundup de Monsanto classé comme cancérigène probable) pour 5 ans.

### Décembre
- 6 décembre : le gouvernement américain de Donald Trump reconnaît unilatéralement Jérusalem comme capitale d'Israël, et promet d'y faire déménager l'ambassade américaine ; première fois depuis 1967 qu'un État reconnaît Jérusalem comme capitale à la place de Tel Aviv[11].
- 7 décembre : élections législatives au Népal (2e phase).
- 14 décembre : une collision entre un car scolaire et un TER tue 5 enfants et fait une dizaine de blessés près de la ville de Millas en France.
- 17 décembre : élection présidentielle au Chili (2e tour).
- 26 décembre : élection présidentielle au Liberia (2e tour).
- 28 décembre :  une série de trois attentats à la bombe et d'un attentat-suicide contre un centre culturel chiite de Kaboul (capitale de l'Afghanistan), revendiquée par l’État Islamique, cause 40 morts et plus d'une trentaine de blessés[12] ;
  - début de manifestations en Iran contre les difficultés économiques et le régime de Hassan Rohani.

## Distinctions internationales

### Prix Nobel
Les lauréats du Prix Nobel en 2017 sont :
- Prix Nobel de chimie : Jacques Dubochet, Joachim Frank et Richard Henderson.
- Prix Nobel de littérature : Kazuo Ishiguro.
- Prix Nobel de la paix : Campagne internationale pour l'abolition des armes nucléaires (ICAN).
- Prix Nobel de physiologie ou médecine : Jeffrey C. Hall, Michael Rosbash et Michael W. Young.
- Prix Nobel de physique : Rainer Weiss, Barry C. Barish et Kip Thorne.
- « Prix Nobel » d'économie : Richard Thaler.

### Autres prix
- Prix Pritzker (architecture) : Balkrishna Vithaldas Doshi.

## Décès en 2017

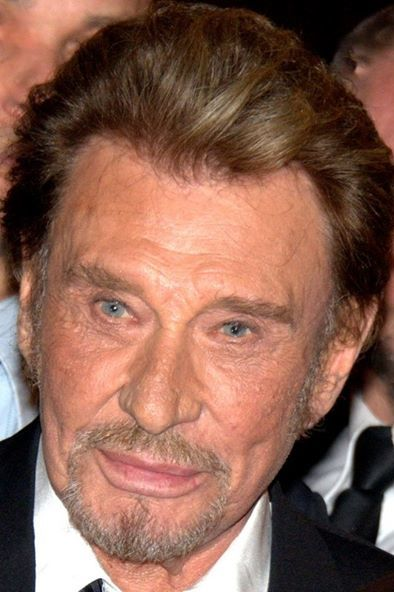
Johnny Hallyday.

Personnalités majeures décédées en 2017

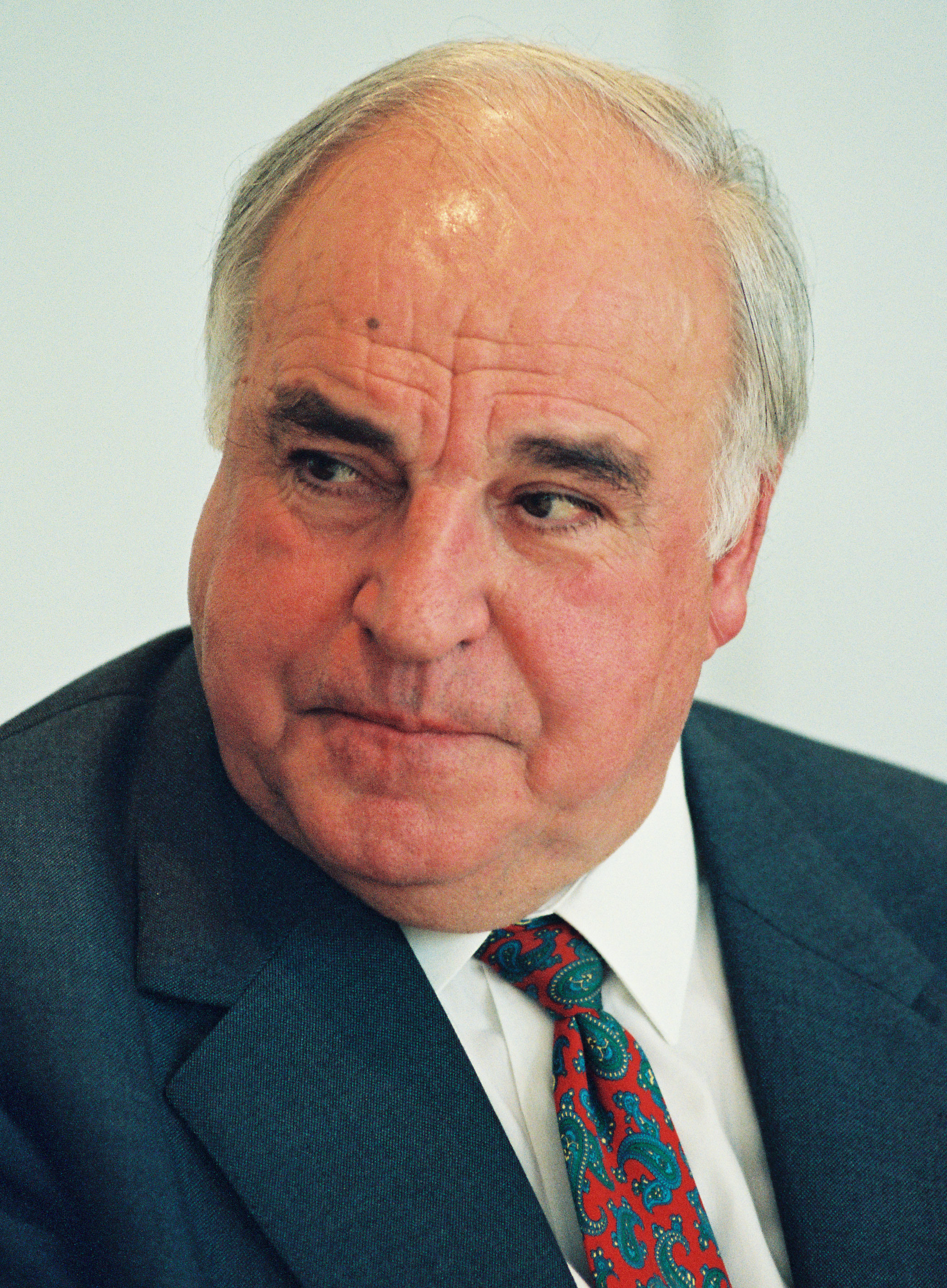
Helmut Kohl.

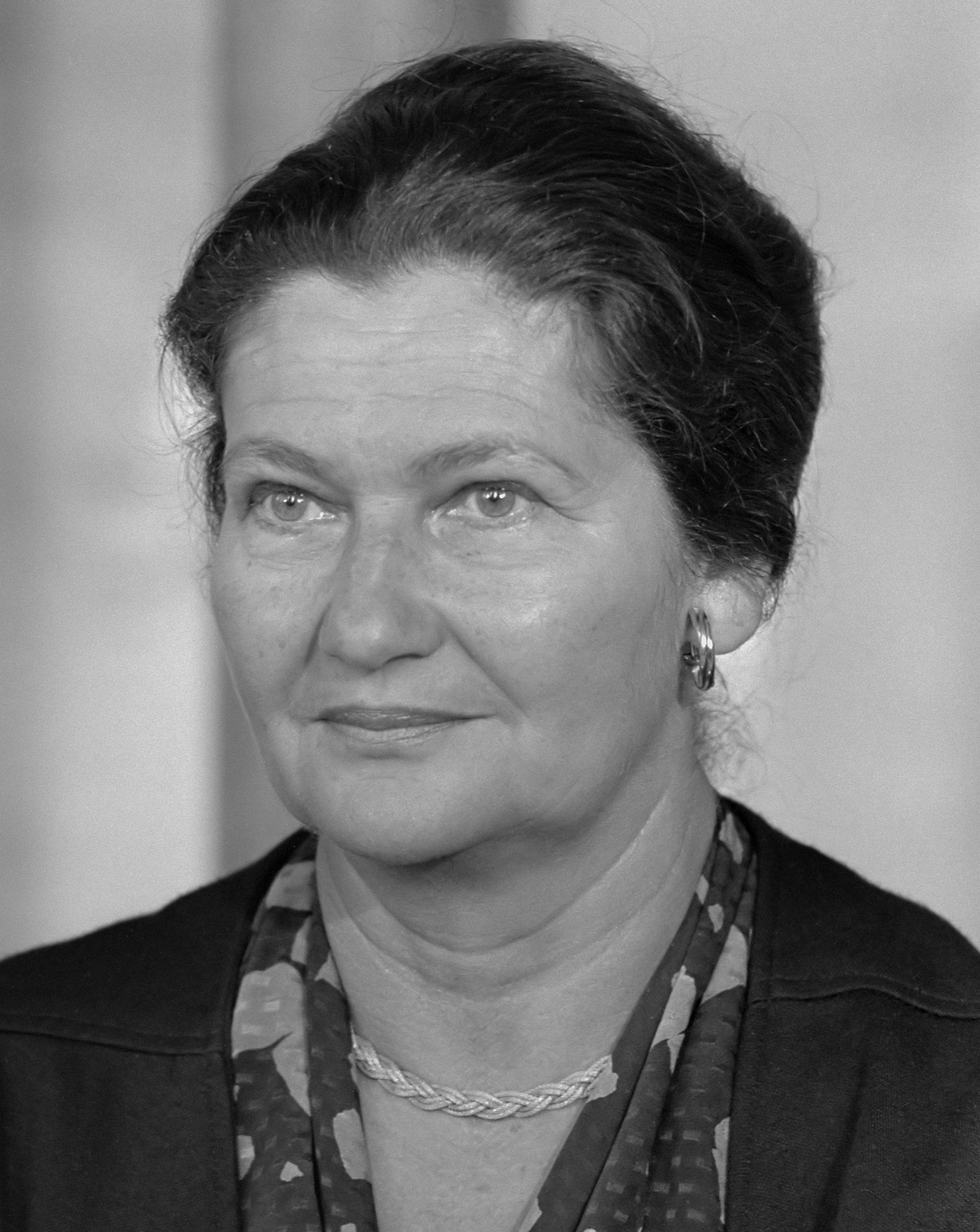
Simone Veil.

- 7 janvier : Mario Soares (homme politique portugais, président du Portugal de 1986 à 1996)
- 3 mars : Raymond Kopa (footballeur français)
- 18 mars : Chuck Berry (chanteur américain de rock)
- 4 mai : Victor Lanoux (acteur français)
- 23 mai : Roger Moore (acteur britannique)
- 16 juin : Helmut Kohl (homme politique allemand, chancelier fédéral de l'Allemagne de 1982 à 1998)
- 30 juin : Simone Veil (femme politique française)
- 5 juillet : Pierre Henry (compositeur français)
- 31 juillet : Jeanne Moreau (actrice française)
- 20 août : Jerry Lewis (acteur et cinéaste américain)
- 28 août : Mireille Darc (actrice française)
- 9 octobre : Jean Rochefort (acteur français)
- 17 octobre : Danielle Darrieux (actrice française)
- 5 décembre : Johnny Hallyday (chanteur et acteur français)
- 5 décembre : Jean D'Ormesson (écrivain et journaliste français)